# ボリス・ウラジミロヴィチ (ロストフ公)
ボリス・ウラジミロヴィチ（ロシア語: Борис Владимирович、986年頃 - 1015年7月24日）は、キエフ大公ウラジーミルの子である。ロストフ公（在位：1010年頃 - 1015年）。聖名ロマン。死後、兄弟のグレプ(ru)と共に聖ボリスとグレブとして列聖された。

## 生涯
『キエフ年代記』によれば、ボリスはブルガール人の母から生まれ、兄弟のヤロスラフと共にロストフ（ロストフ公国）を分割して受領し、統治した。タティーシチェフ(ru)は、ボリスに与えられたのはムーロムであったとしている。996年から1015年にかけては、年代記上にはボリスに関する言及は見られない。
1015年、ボリスの父のウラジーミルが病を発すると、ボリスはキエフに呼び戻された。ボリスの到着後まもなくして、ペチェネグ族が侵攻してきたため、ボリスは父のドルジーナ隊と共に防衛に当たった。しかし出撃したボリスとペチェネグ軍との間に会戦の機会はないままアリタ川に滞留した。この時、ボリスは父の死と、キエフ大公位をスヴャトポルクが得たとの報を受けた。従軍していたドルジーナたちは、キエフへ帰還しキエフ大公位をスヴャトポルクから奪うことを勧めたが、ボリスはこの提案を退けた。結果としてドルジーナたちはボリスを見捨て、ボリスの元には一人のオトロクが付き従うのみとなった。まもなくしてボリスはスヴャトポルクの放った刺客によって殺害された。遺体は密かにヴィシゴロドへ運ばれ、聖ワシリイ（ヴァシリー）教会に埋葬された。このときボリスはおよそ25歳であった。
列聖